# الأرنب الأحمر (رواية)
الأرنب الأحمر Red Rabbit هي رواية إثارة جاسوسية للكاتب الأمريكيتوم كلانسي وصدرت في 5 أغسطس 2002. 
ظهر الكتاب في المرتبة الأولى على قائمة أفضل الكتب مبيعا في صحيفة نيويورك تايمز . 

## القصة
تدور الأحداث بعد بضعة أشهر من أحداث رواية "ألعاب وطنية"(1987)، وتتضمن محاولة اغتيال البابا يوحنا بولس الثاني عام 1981. يشارك جاك رايان وهو الشخصية الرئيسية، ويعمل وقتها محللاً في وكالة الاستخبارات المركزية الأمريكية، في محاولة إخراج المنشق السوفيتي الذي يعرف بمؤامرة الكي جي بي لقتل البابا.